# Diplom

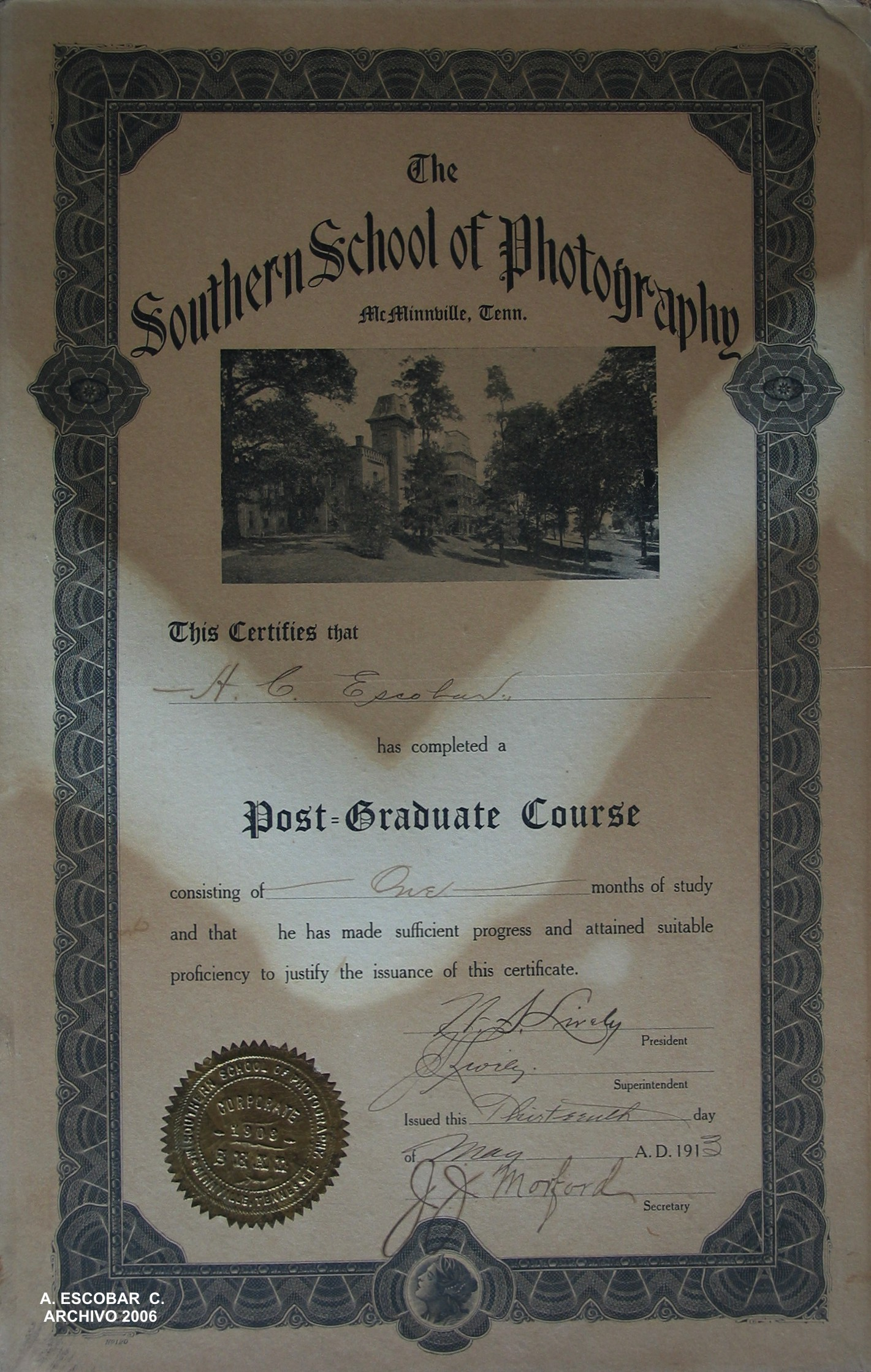
Diplom från 1913.

Ett diplom är ett intyg om erhållen värdighet, fullgjord prestation eller genomförd utbildning.
Diplom kan också användas i betydelsen medeltidsbrev.